# Kill My Boyfriend
Singles de Natalia Kills
Free
(2011) Lights Out (Go Crazy)
(2012)
Kill My Boyfriend est une chanson synthpop de l’artiste anglaise Natalia Kills, issue de son premier album, Perfectionist, parut en 2011. Produite par Junior Caldera, qui l'a également co-écrite avec Kills et Julien Carret, la piste est sortie en tant que quatrième et dernier single de l’album en Amérique du Nord et dans certains pays d'Europe ainsi que troisième au Royaume-Uni, faisant suite à Free. Il s'agit à l'origine d'un titre inédit qui a été inclus dans l'album pour sa parution aux États-Unis en août et au Royaume-Uni en septembre 2011. La chanteuse a annoncé le morceau comme nouveau single à la fin du mois de septembre 2011, puis la pochette avec l'arrivée imminente d'un vidéoclip deux mois plus tard. Celui-ci a été dévoilé le 10 janvier 2012. Il comporte quelques scènes tournées à Paris et montre Natalia Kills dans une maison, mettant en scène un « meurtre parfait » où le sang est remplacé par un liquide blanc ressemblant à du lait.
La chanson est appréciée par la critique professionnelle, qui la considère comme une « perfection de pop intense » et comme la plus efficace de la chanteuse ainsi que pour sa mélodie entraînante et certains de ses crochets, en particulier celui-ci, « I'm rolling the dice / Got the wind in my hair » qui se traduit par « Je prends ma chance / J'ai les cheveux dans le vent ». Au niveau des paroles, le morceau parle d'une histoire d'amour plutôt tragique dans laquelle Kills souhaite en vivre une toute nouvelle avec une tierce personne, mais dans un tout autre ordre sachant qu'elle veut avoir le consentement de son petit-ami actuel, jaloux, avec qui elle désire se marier. Kill My Boyfriend a été un tube « mineur » en Europe, se classant uniquement à la 20e place des hit-parades belges.

## Développement
Lors d'une entrevue avec le magazine Time Out Dubai, Kills a expliqué que Kill My Boyfriend parle d'un garçon qu'elle fréquentait à l'époque où elle était adolescente, ajoutant que la chanson est autobiographique. Elle a également rapporté que l'homme concerné sait que le morceau parle de leur histoire. Concernant la métaphore sur le titre de la piste, elle a avoué qu'il y avait beaucoup de moments durant lesquels elle aurait voulu littéralement le tuer, déclarant :

« J'étais avec cet [amant] qui ne savait pas quelle chance il avait d'être avec moi, c'était un garçon chanceux et il a tout foutu en l'air. Il y avait beaucoup de moments où j'aurais voulu le tué et ça aurait été presque logique pour moi. Si j'avais été envoyée à la cour [de justice], le jury aurait eu beaucoup d'empathie pour moi. Il avait ce côté “mauvais partenaire” lui donnant un air se rapprochant à une forme d'art perfectionnée »

## Composition
Kill My Boyfriend est un morceau d'une durée de trois minutes et trente-et-une secondes, mêlant synthpop et rock électronique. Musicalement et tout comme le single « conducteur » de l'album dont il est extrait, Mirrors, le titre partage les mêmes styles. De ce fait, Kill My Boyfriend est souvent qualifié de « Mirrors moins sombre ». Tout comme le single qui le précède, Free, le titre est un des moins obscures de Perfectionist. En outre, son introduction, mise en avant par un riff de guitare, n'est pas sans rappeler la même introduction de la chanson Haven't Met You Yet de Michael Bublé, sortie trois ans plus tôt et son tempo rappelle fortement celui de la pièce What I've Been Looking For, interprétée par Ashley Tisdale et Lucas Grabeel du casting de High School Musical en 2006. Il s'agit à l'origine d'une chanson inédite qui a été ajoutée à l'opus lors de sa sortie aux États-Unis et au Royaume-Uni, entre l'été 2011 et la fin de l'année 2011. Lyriquement dans cette piste, Kills fait une projection d'elle-même sur une fille qui est tombée amoureuse de son premier béguin et qui a toujours des sentiments à l'égard de cette personne, sauf que les deux amants ont rompu et qu'elle a commencé à voir quelqu'un d'autre. Bien que ce garçon soit sympathique et qu'elle soit sérieuse au sujet d'une relation, le fait est qu'elle s'est engagée et qu'elle est presque sur le point d'avoir une belle-mère, comme elle le raconte. Ainsi, tuer son petit ami, comme le titre l'indique, n'implique pas d'assassiner mais simplement de rompre avec le compagnon actuel afin de se remettre avec son premier amour. L'effet de cette rupture donne au partenaire une impression de défaite et de « mort ».

## Accueil critique
Le blog musical POP On And On a établi une critique favorable envers le morceau, indiquant : « Kill My Boyfriend est EXACTEMENT ce à quoi vous pouvez vous attendre, Natalia ne se montre pas timide ou même subtile à n'importe quel degré sur cette piste (ou sur n'importe quelle autre d'ailleurs). La chanson ne dissimule rien, juste peut être l'un des meilleurs titres de Natalia Kills à ce jour cependant. Kill My Boyfriend joue une régression sur la pop des années 1960 avec le scénario d'un film d'horreur, terriblement idéal ».

## Performance dans les classements
Kill My Boyfriend a obtenu peu de succès dans les hit-parades, mais a toutefois réussi à se positionner à la 20e place du classement Ultratop en Belgique.

## Clip vidéo
Le clip vidéo de Kill My Boyfriend a été réalisé à l’automne 2011, par Kills elle-même et son réalisateur fétiche de longue date, Guillaume Doubet. Divulgué une première fois au commencement du mois de janvier 2014 dans sa version inachevée, il est présenté une seconde fois dans sa version finale le 10 janvier 2012. Pour cette vidéo, Kills et Doubet, qui s’étaient auparavant associés pour travailler sur la web série Love, Kills xx, ont su visualiser les concepts de l’imperfection, de la contradiction ainsi que de l’obsession qui dominent la chanson. En effet, dans le rôle d’une épouse « style Stepford » aux allures parfaite et obéissante, Kills est montrée en train de verser des tasses de lait dans sa cuisine entièrement recrée dans le style des intérieurs des années 1950, tandis qu’elle trace discrètement un moyen de sortir de sa misère silencieuse.
Encore une fois, la chanteuse a parfaitement réussi à marier le style avec la substance dans ce clip qui est alimentée par sa fascination permanente de la perfection imparfaite. Ce thème continue à conduire sa musique et son esthétique en soulignant que l'artiste peut mieux faire qu'une chanson pop banale.
Kill My Boyfriend donne l'impression de regarder la suite du film Les Femmes de Stepford. Méticuleusement dessiné et parfaitement détaillé, le monde pop de Natalia ainsi que son goût pour la mode semblent se succéder dans la vidéo. Mais ne laissez pas ce sens de la perfection vous tromper. Si cela semble trop parfait pour être vrai, c'est probablement le cas. Et tout en restant fidèle, Kills explore les profondes imperfections d'une relation apparemment parfaite dans cette fantastique vidéo. Bien que le thème du meurtre tourne magistralement au péril de la pop.

## Liste des éditions
- Numérique

1. Kill My Boyfriend – 3:31

## Crédits
- Natalia Kills — chant, composition, production
- Junior Caldera — composition, production
- Julien Carret — composition, production
- Tony Ugval — production, enregistrement
- Robert Orton — mixage

Les crédits musicaux sont issus du livret de l'album Perfectionist.

## Classements
| Classement (2012)               | Meilleure position |
| ------------------------------- | ------------------ |
| Belgique (Flandre Ultratip 100) | 20                 |

## Historique de sortie
| Pays        | Date            |
| ----------- | --------------- |
| Royaume-Uni | 10 janvier 2012 |